# Treasure Box
Treasure Box – trzeci album studyjny i drugi album japoński południowokoreańskiej grupy T-ara, wydany 8 sierpnia 2013 roku przez wytwórnię EMI Music Japan. Został wydany w trzech wersjach: Pearl, Sapphire i Diamond. Pearl jest edycją regularną, Sapphire jest limitowaną edycją z DVD, a Diamond oprócz DVD zawierała photobook. 4 sierpnia zespół odbył również trasę koncertowąT-ARA JAPAN TOUR 2013 ～Treasure Box～ promującą ich wydany album. Album osiągnął 4 pozycję w rankingu Oricon i pozostał na liście przez 9 tygodni, sprzedał się w nakładzie 27 695 egzemplarzy.

## Lista utworów
| Nr  | Tytuł                                                                                               | Czas |
| --- | --------------------------------------------------------------------------------------------------- | ---- |
| 1.  | "Asonde miru?" (jap. 遊んでみる?) (Japanese ver.)                                                   | 2:54 |
| 2.  | "Sexy Love" (Japanese ver.)                                                                         | 3:45 |
| 3.  | "Bunny Style!" (jap. バニスタ! Bani Suta!)                                                          | 3:56 |
| 4.  | "Deja-Vu"                                                                                           | 3:35 |
| 5.  | "Hajimete no yō ni" (jap. 初めてのように) (Japanese ver.)                                           | 4:06 |
| 6.  | "Sign"                                                                                              | 4:55 |
| 7.  | "Shabontama no yukue" (jap. シャボン玉のゆくえ) (Boram&Qri)                                         | 2:57 |
| 8.  | "Dangerous Love"                                                                                    | 3:41 |
| 9.  | "DAY BY DAY" (Japanese ver.)                                                                        | 3:28 |
| 10. | "Beautiful Sniper"                                                                                  | 3:37 |
| 11. | "Target"                                                                                            | 3:44 |
| 12. | "Bye Bye" (Japanese ver.)                                                                           | 3:35 |
| 13. | "Kimi wa boku no takaramono ~Happy Birthday to you~" (jap. キミは僕の宝物～Happy Birthday to you～) | 2:13 |

## Notowania
| Lista                       | Pozycja |
| --------------------------- | ------- |
| Oricon Daily Albums Chart   | 1       |
| Oricon Weekly Albums Chart  | 4       |
| Oricon Monthly Albums Chart | 14      |